# Vertrauensfrage
Die Vertrauensfrage ist in vielen parlamentarischen Demokratien ein Instrument der Regierung zur Disziplinierung des Parlaments. Eine Regierung kann dem Parlament die Vertrauensfrage stellen, um festzustellen, ob die Mehrheit mit ihrer Haltung grundsätzlich noch übereinstimmt, und so die Abklärung gravierender Konflikte herbeiführen. Ein negatives Ergebnis führt häufig zum Rücktritt der Regierung oder zur Neuwahl.

## Deutschland

### Bundesebene
In Deutschland spricht man von einer Vertrauensfrage im Sinne von Art. 68 Grundgesetz (GG), wenn der Bundeskanzler beim Bundestag den Antrag stellt, ihm das Vertrauen auszusprechen. Die Vertrauensfragen von Helmut Kohl 1982 und Gerhard Schröder 2005 nutzten den Spielraum der Verfassung in einer Weise, die von den Müttern und Vätern des Grundgesetzes so nicht vorgesehen war. Kohl und Schröder hatten jeweils die Mehrheit im Bundestag und stellten dennoch die Vertrauensfrage, um über eine Abstimmungsniederlage die Auflösung des Parlaments und eine Neuwahl zu erreichen. Helmut Kohl wurde 1982 durch ein konstruktives Misstrauensvotum gegen Helmut Schmidt vom Bundestag zum Kanzler gewählt. Er stellte daraufhin die Vertrauensfrage und wurde nach der Neuwahl 1983 erneut zum Kanzler gewählt. Gerhard Schröder stieß mit der Vertrauensfrage 2005 eine Neuwahl an. Seine Regierung wurde daraufhin aber von der Regierung Merkel abgelöst.
Der Unterschied zum konstruktiven Misstrauensvotum im Sinne des Art. 67 GG liegt darin, dass der Bundeskanzler selbst die Initiative ergreift und nicht das Parlament gegen ihn vorgeht. Er kann mit der Vertrauensfrage oder schon mit ihrer bloßen Androhung die ihn tragende Parlamentsmehrheit disziplinieren. Wird sie nicht positiv beantwortet, kann er dem Bundespräsidenten vorschlagen, den Bundestag aufzulösen.
Die Vertrauensfrage kann nicht beliebig zur Auflösung des Bundestages zum geeignet erscheinenden Zeitpunkt genutzt werden, vielmehr muss eine „echte“ Regierungskrise vorliegen. Das Bundesverfassungsgericht hat 1983 anlässlich einer Organklage dem Bundeskanzler und dem Bundespräsidenten in dieser Frage allerdings einen großen Beurteilungsspielraum zugebilligt. Diesen Spielraum hat das Bundesverfassungsgericht in der Entscheidung über die Auflösung des Bundestages 2005 bestätigt.

#### Verfassungsrechtliche Grundlage
Art. 68 GG lautet in seiner seit dem 23. Mai 1949 unveränderten Fassung:
Artikel 68
(1) Findet ein Antrag des Bundeskanzlers, ihm das Vertrauen auszusprechen, nicht die Zustimmung der Mehrheit der Mitglieder des Bundestages, so kann der Bundespräsident auf Vorschlag des Bundeskanzlers binnen einundzwanzig Tagen den Bundestag auflösen. ²Das Recht zur Auflösung erlischt, sobald der Bundestag mit der Mehrheit seiner Mitglieder einen anderen Bundeskanzler wählt.
(2) Zwischen dem Antrage und der Abstimmung müssen achtundvierzig Stunden liegen.

#### Abstimmungsart
Für die Abstimmung über die Vertrauensfrage des Bundeskanzlers ist die Abstimmungsart weder im Grundgesetz noch in der Geschäftsordnung des Bundestags (GOBT) geregelt. Abweichend von der Kanzlerwahl und der Abstimmung über das Misstrauensvotum, die beide nach der GOBT geheim sind, hat der Bundestag bei der Vertrauensfrage in der Praxis das Gewohnheitsrecht der namentlichen Abstimmung geschaffen, also der deutlichsten Form der offenen Abstimmung. Das Nebeneinander von geheimer und namentlicher Abstimmung bei ein und demselben wählbaren Amt (Bundeskanzler) wurde in der staatsrechtlichen Fachliteratur als eine bemerkenswerte „Inkonsequenz“ bezeichnet. Diese ist zudem auffällig, da Misstrauensvotum und Vertrauensfrage sowohl im Grundgesetz (Art. 67 u. 68) als auch in der Geschäftsordnung des Bundestags (§ 97 u. 98) textlich in Folge erscheinen.

#### Entstehung
Die Weimarer Verfassung von 1919 (WRV) kannte weder eine Vertrauensfrage noch das konstruktive Misstrauensvotum. Vielmehr enthielt ihr Art. 54 WRV die Vorschrift, dass der Reichskanzler und die Reichsminister „zu ihrer Amtsführung des Vertrauens des Reichstags“ bedürfen. Sie mussten zurücktreten, wenn der Reichstag ihnen durch „ausdrücklichen Beschluss“ das Vertrauen entzog. Dieses sogenannte destruktive Misstrauensvotum ermöglichte es dem Reichstag, den Reichskanzler (oder einen Reichsminister) zur Amtsaufgabe zu zwingen, selbst wenn die das Misstrauen aussprechende Parlamentsmehrheit keine gemeinsame Politik verband. Der Reichstag besaß damit im Gegensatz zum Bundestag ein indirektes Mitspracherecht, was die Zusammensetzung der Reichsregierung betraf.
Das Problem des Systems lag darin, dass sich im Parlament rein negative Mehrheiten finden konnten, die zwar eine Regierung stürzten, aber keine neue ins Amt brachten. Dies wurde besonders virulent 1932, als die Reichskanzler Franz von Papen und Kurt von Schleicher keine Unterstützung oder Tolerierung der Parteien erwarten durften. Durch den Zusammentritt des Reichstags und die sofortige Rücktrittsforderung war die Regierung von Papen im November gestürzt worden, und von Schleicher musste dasselbe befürchten, wenn Ende Januar 1933 der Reichstag wieder tagen würde.
Die Regelungen der Art. 67 und Art. 68 GG, also des konstruktiven Misstrauensvotums und der Vertrauensfrage, stärken die Position des Regierungschefs und verringern die Möglichkeiten für politisch gegensätzliche Fraktionen, gemeinsam einen missliebigen Bundeskanzler aus dem Amt zu befördern. Gleichzeitig schwächt das Grundgesetz auch die Position des Bundespräsidenten zu Gunsten des Bundeskanzlers. Da die Bundesminister zu ihrer Amtsführung ausschließlich des Vertrauens des Bundeskanzlers bedürfen und weder vom Bundespräsidenten noch vom Bundestag ihre Ablösung durchgesetzt werden kann, ist der Bundeskanzler im politischen System der Bundesrepublik das zentrale politische Handlungsorgan.
Der Bundeskanzler besitzt somit eine im Gegensatz zum Reichskanzler massiv gestärkte Position. Dennoch bleibt er über die Möglichkeit der jederzeit möglichen Abwahl durch eine neu formierte Parlamentsmehrheit an das Parlament gebunden. Die Position des Bundespräsidenten ist hier weitaus schwächer als in Weimarer Zeiten, da der Reichspräsident den Reichskanzler und jeden seiner Minister jederzeit auch ohne Zustimmung des Parlaments entlassen konnte.

#### Verknüpfung der Vertrauensfrage mit einer Sachfrage
Der Bundeskanzler kann die Vertrauensfrage nach Art. 68 Abs. 1 GG auch mit einem Gesetzentwurf oder wie Gerhard Schröder 2001 mit einem sonstigen Sachantrag (Abstimmung über den Kriegseinsatz der Bundeswehr in Afghanistan) bzw. schlichtem Parlamentsbeschluss verbinden.
Notwendig ist dies von Verfassungs wegen nicht. Eine solche Verknüpfung hat dennoch zwei Funktionen:
- Disziplinierungsfunktion: Die Regierung kann die sie stützenden Parlamentsfraktionen in einer wichtigen Sachkontroverse wieder hinter sich vereinen, indem sie durch ein solches Junktim klarstellt, dass sie eine bestimmte Sachposition zum unerlässlichen Kern ihrer Regierungsarbeit macht und nur so den Regierungsauftrag weiter wahrnehmen will.
- Prozessuale Funktion: Im Sinne der genannten Grundsätze kann der Kanzler gegenüber anderen Verfassungsorganen (Bundespräsident und BVerfG) darlegen, dass er in einer Kernfrage seiner Regierungspolitik keine parlamentarische Unterstützung mehr findet und sich im Sinne ebendieses zentralen Regierungsprogramms handlungsunfähig sieht.

#### Frist
Die vorgeschriebene Frist von 48 Stunden dient dazu, jedem Abgeordneten einerseits die Teilnahme an dieser wichtigen Abstimmung zu ermöglichen und ihm andererseits die Zeit zu geben, sich die Tragweite seiner Entscheidung nochmals bewusst zu machen. So soll ähnlich wie bei der gleichen Frist zwischen Antrag und Abstimmung beim konstruktiven Misstrauensvotum verhindert werden, dass ein Abgeordneter seine Entscheidung durch situationsbedingte, temporäre Emotionen beeinflussen lässt.

#### Rechtsfolgen
Mit einer positiven Antwort auf die Vertrauensfrage signalisiert der Bundestag, dass er weiterhin Vertrauen in den Bundeskanzler hat. In diesem Fall treten keine Rechtsfolgen ein, ein eventuell gemäß Art. 81 GG vorgelegter Beschluss wird angenommen.
Bei jeder anderen Beantwortung der Vertrauensfrage hat der Bundeskanzler drei Möglichkeiten:
- Er ist nach der negativen Beantwortung der Vertrauensfrage nicht gezwungen, weitere Schritte zu unternehmen. Er kann beispielsweise versuchen, als Bundeskanzler einer Minderheitsregierung weiterzuarbeiten. Ebenso kann er versuchen, durch Wechsel des Koalitionspartners oder durch Hinzunahme eines weiteren Partners eine neue Regierung mit einer tragfähigen Mehrheit zu bilden. Ferner kann er zurücktreten. Auch wenn die beiden letzten Möglichkeiten eine große verfassungsrechtliche Relevanz haben, so sind sie nicht von einer negativen Beantwortung der Vertrauensfrage abhängig, vielmehr stehen sie ihm zu jedem beliebigen Zeitpunkt offen.
- Die zweite Möglichkeit des Bundeskanzlers ist, den Bundespräsidenten um die Auflösung des Bundestages zu bitten. Dem Bundespräsidenten werden in diesem Falle wichtige politische Rechte übertragen, die er nur in solchen Ausnahmesituationen ausüben kann. Er hat die Möglichkeit, dem Ersuchen des Bundeskanzlers nachzugeben oder das Ersuchen abzulehnen. Die Auflösung des Bundestags muss binnen einundzwanzig Tagen erfolgen. Das Ersuchen des Bundeskanzlers kann bis zur Entscheidung des Bundespräsidenten zurückgezogen werden. Sofern der Bundestag bereits einen neuen Bundeskanzler gewählt hat (konstruktives Misstrauensvotum[4]), ist die Auflösung des Bundestags unzulässig (Art. 68 Abs. 1 GG). Nach einer Auflösung muss „innerhalb von sechzig Tagen“ eine Neuwahl stattfinden (Art. 39 Abs. 1 Satz 4 GG). Die Wahlperiode endet in einem solchen Fall wie bei einer regulären Neuwahl des Bundestages „mit dem Zusammentritt eines neuen Bundestages“ (Art. 39 Abs. 1 Satz 2 GG), was „spätestens am dreißigsten Tage nach der Wahl“ geschehen muss (Art. 39 Abs. 2 GG).
- Die dritte Möglichkeit, die sich für den Bundeskanzler ergibt, ist die Beantragung des Gesetzgebungsnotstandes beim Bundespräsidenten. Um den Gesetzgebungsnotstand zu erklären, ist der Bundespräsident auf die Zustimmung eines vierten Verfassungsorgans, des Bundesrats, angewiesen. Zusätzliche Bedingung ist dabei, dass der Bundestag nicht aufgelöst sein darf.

In keinem Fall kann der Bundeskanzler selbstständig eine Entscheidung treffen, die in die Befugnisse anderer Verfassungsorgane als die der Bundesregierung eingreift.

#### Weitere Formalia
Die Vertrauensfrage ist verfassungsrechtlich ein Instrument, das einzig dem Bundeskanzler zusteht. Weder kann ein Bundesminister die Vertrauensfrage stellen noch der stellvertretende Bundeskanzler für den Bundeskanzler.
Verfassungsrechtlich ebenfalls nicht verankert ist die Aufforderung des Bundestages an den Bundeskanzler, die Vertrauensfrage zu stellen. Eine solche Aufforderung, wie sie die SPD 1966 nach dem Zerfall der Regierung Erhard, aber noch vor Erhards Rücktritt dem Bundestag vorlegte, war rechtlich nicht bindend und damit verfassungsrechtlich unbeachtlich. Erhard kam diesem „Ersuchen“ tatsächlich nicht nach.

#### Politische Wirkung
Die starke Position des Bundeskanzlers im politischen System der Bundesrepublik hängt auch damit zusammen, dass es zu seinem Sturz de facto der Bildung einer neuen Koalition bedarf. Dies kann einerseits durch Zusammenarbeit von bisherigen Koalitionären mit (Teilen) der Opposition geschehen oder durch den Übertritt von Koalitionsabgeordneten zur Opposition.
Der Bundeskanzler kann mit dem Stellen der Vertrauensfrage bzw. sogar schon mit ihrer Androhung politische Abweichler in seiner Koalition disziplinieren (vgl. Bundeskanzler Schmidt 1982 und Bundeskanzler Schröder 2001): Er stellt sie ultimativ vor die Frage, ob sie alles in allem doch noch bereit sind, seine Politik mitzutragen, oder aber ob sie – sofern der Bundespräsident im Sinne des Bundeskanzlers entscheidet – für den zumindest vorläufigen Bruch der Regierung und ihrer Mehrheit verantwortlich sein wollen.
Die Abgeordneten dürften zumindest berücksichtigen, welche Chancen sie bei einer Neuwahl hätten, erneut Kandidaten ihrer Partei und schließlich auch wiedergewählt zu werden. Parteimitglieder und Wähler könnten im Koalitionsbruch einen „Verrat“ sehen. Überhaupt könnte ihre Partei nach den Wahlen in die Oppositionsrolle geraten.
Besondere Brisanz erhält die Vertrauensfrage, wenn sie mit einer Sachentscheidung (Gesetzentwurf oder einem anderen Sachantrag) verbunden ist: Eventuelle Abweichler müssen abwägen, ob sie die Gesamtpolitik des Bundeskanzlers ablehnen und Neuwahlen oder die Ausrufung des Gesetzgebungsnotstandes und damit die befristete Entmachtung des Bundestages auslösen wollen oder ob sie in Anbetracht dieser Alternativen bereit sind, eine aus ihrer Sicht ablehnungswürdige Sache doch mitzutragen.
Im Vorfeld der ersten tatsächlichen Verbindung der Vertrauensfrage mit einem Sachantrag im November 2001 wurde von publizistischer Seite bezweifelt, dass diese Art der Druckausübung auf Abgeordnete (politisch) zulässig sei. Auf diese Weise würden zwei nicht unmittelbar miteinander zusammenhängende Entscheidungen verknüpft; es entstünde ein Dilemma für diejenigen Abgeordneten, die auf diese Fragen verschiedene Antworten geben wollten. Dem wurde entgegnet, dass zumindest die Verknüpfung der Vertrauensfrage mit einem Gesetzentwurf im Grundgesetz ausdrücklich vorgesehen sei und dass eine Verknüpfung mit einem Sachantrag dann erst recht zulässig sei; der auf die Abgeordneten ausgeübte Druck sei von den Verfassern des Grundgesetzes so gewollt.

#### Geschichte
| Datum              | Bundeskanzler    | Partei | Ja  | Nein | Enthaltung | abwesend/ ungültig | % Ja-Stimmen | Vertrauen ausgesprochen? | Folge                                   |
| ------------------ | ---------------- | ------ | --- | ---- | ---------- | ------------------ | ------------ | ------------------------ | --------------------------------------- |
| 22. September 1972 | Willy Brandt     | SPD    | 233 | 248  | 1          | 14                 | 47,0 %       | nein                     | Auflösung des 6. Deutschen Bundestages  |
| 5. Februar 1982    | Helmut Schmidt   | SPD    | 269 | 225  | 0          | 3                  | 54,1 %       | ja                       |                                         |
| 17. Dezember 1982  | Helmut Kohl      | CDU    | 8   | 218  | 248        | 23                 | 1,6 %        | nein                     | Auflösung des 9. Deutschen Bundestages  |
| 16. November 2001  | Gerhard Schröder | SPD    | 336 | 326  | 0          | 4                  | 50,5 %       | ja                       |                                         |
| 1. Juli 2005       | Gerhard Schröder | SPD    | 151 | 296  | 148        | 5                  | 25,2 %       | nein                     | Auflösung des 15. Deutschen Bundestages |
| 16. Dezember 2024  | Olaf Scholz      | SPD    | 207 | 394  | 116        | 16                 | 28,2 %       | nein                     | Auflösung des 20. Deutschen Bundestages |

##### 1966: Vertrauensfrage-Ersuchen
Die Vertrauensfrage nach Art. 68 GG kam zum ersten Mal 1966 auf eine ungewöhnliche Weise in den Bundestag. Nachdem die Koalition von CDU/CSU und FDP unter Bundeskanzler Ludwig Erhard zusammengebrochen war, setzte die SPD ein „Vertrauensfrage-Ersuchen“ auf die Tagesordnung, mit Zustimmung der FDP im Ältestenrat. Das „Ersuchen“ am 8. November 1966 wurde sogar angenommen, mit 255 zu 246 Stimmen.
Bundeskanzler Erhard war nicht dazu verpflichtet, nach dem „Ersuchen“ tatsächlich die Vertrauensfrage zu stellen, was er empört auch nicht tat. Aber die SPD hatte ihr Ziel erreicht: Bei einem konstruktiven Misstrauensvotum hätte sie mit der FDP eine Regierung bilden und einen konkreten Kandidaten zum Kanzler wählen müssen. Dazu waren SPD und FDP noch nicht bereit, auch angesichts ihrer schwachen Mehrheit im Bundestag. Doch durch das „Vertrauensfrage-Ersuchen“ wurde überdeutlich demonstriert, dass Erhard endgültig die Zustimmung der FDP verloren hatte und diese auch keine Minderheitsregierung Erhards tolerieren würde. Am 1. Dezember kam es zur Großen Koalition von CDU/CSU und SPD unter Bundeskanzler Kurt Georg Kiesinger.
An diesen Vorfall schloss sich die Diskussion an, ob so ein „Ersuchen“ verfassungskonform sei. Helmuth F. Liesegang bejahte dies im Grundgesetzkommentar von Münchs, denn die parlamentarische Regierungskontrolle habe Vorrang, und der Wortlaut des Grundgesetzes schließe nicht aus, dass der Antrag nicht der Initiative des Kanzlers entspringe. Allerdings ist in der Folgezeit nie wieder ein „Vertrauensfrage-Ersuchen“ gestellt worden.

##### 1972: Willy Brandt

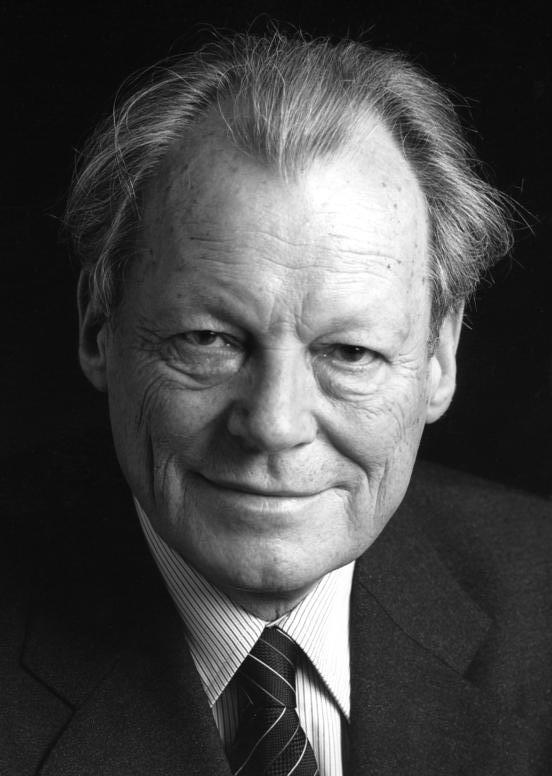
Willy Brandt,
4. Bundeskanzler (1969–1974)

1969 war Willy Brandt mit einer SPD-FDP-Koalition Bundeskanzler geworden. Im Streit um die Ostverträge waren Abgeordnete von SPD und FDP zur CDU/CSU-Opposition übergetreten. Als die Opposition 1972 glaubte, genügend Unterstützung für ein konstruktives Misstrauensvotum zu haben, erhielt sie zwei Stimmen weniger als nötig. Andererseits hatte die Regierung keine Mehrheit für den Haushaltsplan. Da eine Selbstauflösung des Bundestages verfassungsrechtlich nicht vorgesehen ist, stellte Brandt am 20. September 1972 die Vertrauensfrage.
In der Abstimmung am 22. September 1972 wurde Brandt das Vertrauen nicht ausgesprochen. Die Mitglieder der Bundesregierung hatten an der Abstimmung nicht teilgenommen, die Niederlage wurde also bewusst herbeigeführt, es handelte sich um eine „unechte Vertrauensfrage“. Allerdings hätte der Antrag auch bei Teilnahme aller Mitglieder des Bundestags nicht die notwendige Mehrheit (249 Stimmen) gefunden. Die Situation entsprach recht genau derjenigen, die vom Bundesverfassungsgericht zehneinhalb Jahre später dargestellt wurde: Brandt konnte sich seiner Mehrheit nicht mehr sicher sein. Es hatte vorher eine Niederlage bei der Verabschiedung des Haushaltes gegeben. Das Fernbleiben der Bundesminister bei der Vertrauensfrage war nur als Sicherstellung der Abstimmungsniederlage zu verstehen. Noch am selben Tag, am 22. September 1972, löste Bundespräsident Gustav Heinemann den Bundestag auf. Die folgende Bundestagswahl am 19. November 1972 bestätigte Brandts Koalition aus SPD und FDP deutlich.

##### 1982: Helmut Schmidt

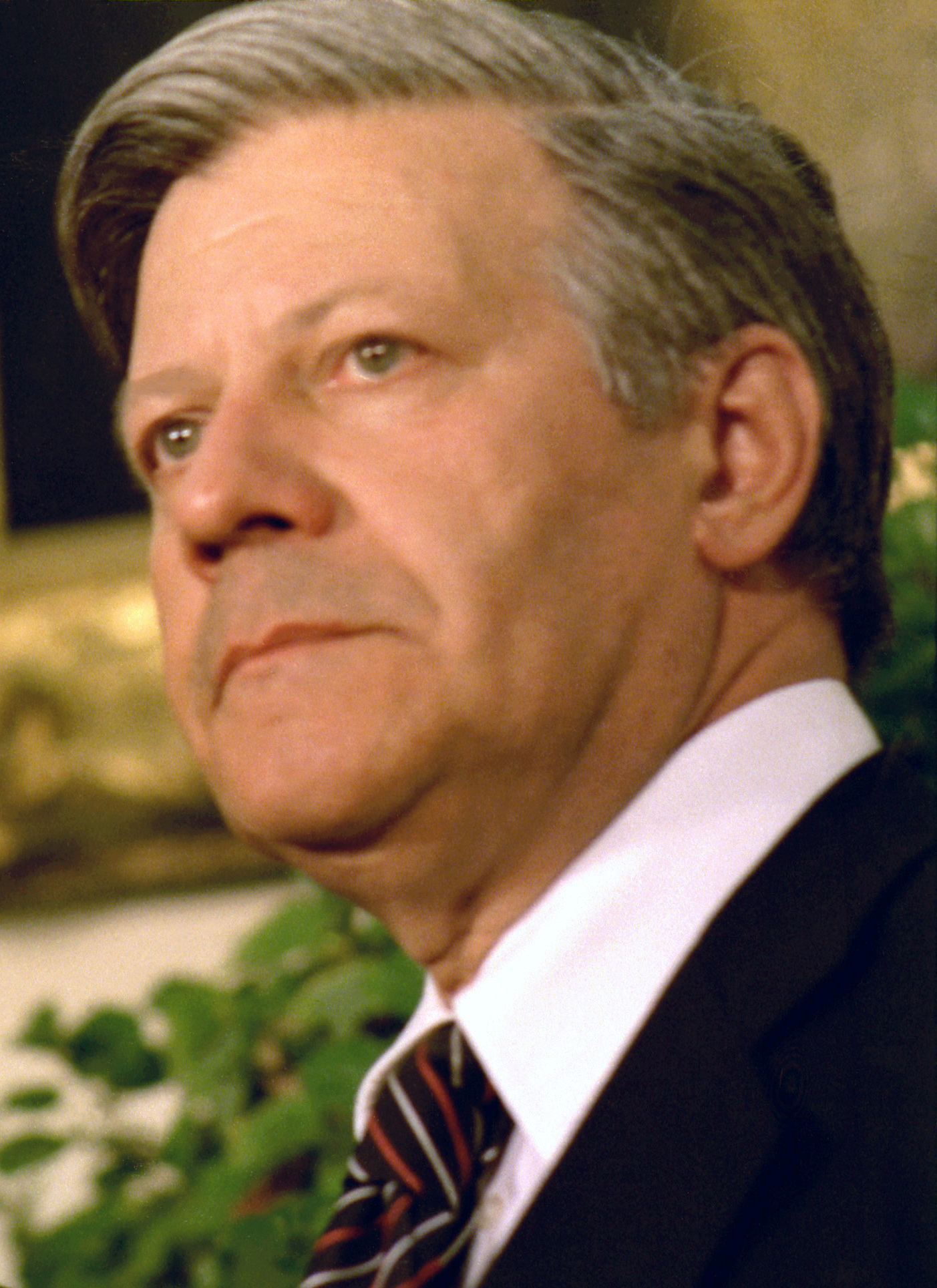
Helmut Schmidt,
5. Bundeskanzler (1974–1982)

Nachdem es in der seit 1969 regierenden Koalition aus SPD und FDP große Spannungen über den Bundeshaushalt 1982 gegeben hatte, entschied sich Bundeskanzler Helmut Schmidt am 3. Februar 1982, die Vertrauensfrage zu stellen. Ihren Kristallisationspunkt fanden die Diskussion in der Sozialpolitik, und besonders innerhalb der SPD-Fraktion herrschten Diskussionen über den NATO-Doppelbeschluss vor.
In der Abstimmung am 5. Februar 1982 erhielt Schmidt ein positives Vertrauensvotum vom Parlament. Dennoch verschärften sich in der Folgezeit die innerparteilichen Streitigkeiten und auch die Unterschiede zur FDP. Trotz einer Kabinettsumbildung führte der Konflikt über den Bundeshaushalt 1983 schließlich zum Bruch der Koalition: Am 17. September 1982 erklärten die der FDP angehörenden Bundesminister ihren Rücktritt, am 1. Oktober wurde Bundeskanzler Schmidt durch ein konstruktives Misstrauensvotum von CDU/CSU und FDP gestürzt und Helmut Kohl zum Bundeskanzler gewählt.

##### 1982: Helmut Kohl

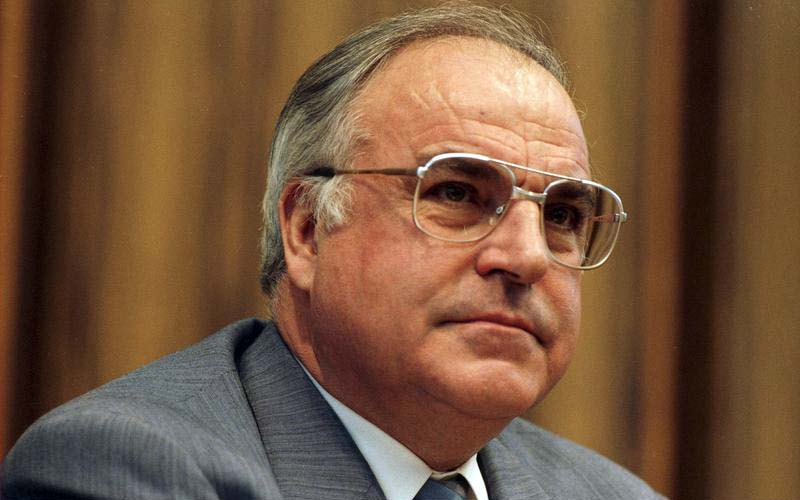
Helmut Kohl, 6. Bundeskanzler (1982–1998)

Helmut Kohl von der CDU hatte die FDP aus der Koalition mit der SPD herausgelöst und wurde am 1. Oktober 1982 mit den Stimmen von CDU/CSU und FDP zum Bundeskanzler gewählt. Eine Neuwahl des Bundestages sollte der neuen Koalition eine eigene Legitimation durch den Wähler geben. Bereits während der Koalitionsverhandlungen mit der FDP hatte Helmut Kohl den 6. März 1983 als Neuwahltermin in Aussicht gestellt.
Kohl hätte als Bundeskanzler zurücktreten können. Bei der anschließenden Kanzlerwahl (Art. 63 GG) durch den Bundestag hätten die Koalitionsparteien darauf setzen können, dass kein Kanzler mit absoluter Mehrheit gewählt worden wäre. Dann hätte der Bundespräsident die Möglichkeit gehabt, den Bundestag aufzulösen. Doch dies wäre unsicher gewesen; außerdem mag es im Wahlkampf von Vorteil sein, wenn ein Kanzler nicht nur geschäftsführend im Amt ist. Über die Vertrauensfrage stimmte das Parlament am 17. Dezember 1982 ab. Obwohl erst am Tag zuvor der gemeinsame Bundeshaushalt für 1983 beschlossen worden war, sprach das Parlament dem Kanzler das Vertrauen nicht aus.
Nach heftigen Diskussionen über die Verfassungsmäßigkeit des Vorganges entschied sich der Bundespräsident Karl Carstens am 7. Januar 1983 dafür, die Auflösung des Bundestages anzuordnen und Neuwahlen für den 6. März 1983 auszuschreiben. Das im Zuge dieser Diskussion angerufene Bundesverfassungsgericht konkretisierte in der Entscheidung die oben erwähnten Grundsätze, entschied sich dennoch dagegen, die Anordnung des Bundespräsidenten für verfassungswidrig zu erklären. Bundespräsident Carstens hatte offen erklärt, er werde zurücktreten, wenn das Bundesverfassungsgericht die Parlamentsauflösung für verfassungswidrig erklären sollte. In der ebenfalls umstrittenen Urteilsbegründung führten die Verfassungsrichter aus, dass aufgrund der Absprache mit der FDP über die Herbeiführung einer baldigen Neuwahl Bundeskanzler Kohl tatsächlich nicht mehr auf das Vertrauen der FDP-Bundestagsabgeordneten zählen konnte und das Verhalten daher verfassungsgemäß gewesen sei.
Die Bundestagswahl vom 6. März 1983 konnte die CDU/CSU klar für sich entscheiden, die FDP blieb trotz innerparteilicher Auseinandersetzungen und schwerer Verluste Koalitionspartner.

##### 2001: Gerhard Schröder

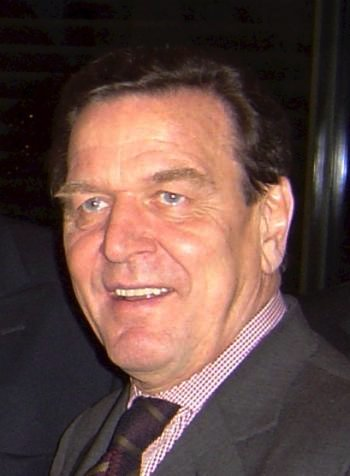
Gerhard Schröder,
7. Bundeskanzler (1998–2005)

Nach den Terroranschlägen am 11. September 2001 hatte Bundeskanzler Gerhard Schröder den Vereinigten Staaten noch am selben Tag die uneingeschränkte Solidarität Deutschlands zugesichert. Da die Ausbildung der Terroristen nach Angaben der USA maßgeblich im von den Taliban beherrschten Afghanistan stattgefunden hatte, forderte der UN-Sicherheitsrat die Auslieferung der Al-Qaida-Terroristen und autorisierte, nachdem die Taliban dieser Forderung nicht nachgekommen waren, militärische Zwangsmaßnahmen gegen das Regime. Diese fanden schließlich im November 2001 unter Führung der USA statt und führten zum Sturz der Taliban. Da auch die NATO den Bündnisfall festgestellt hatte, sollte sich die Bundesrepublik mit der Bundeswehr an der Operation Enduring Freedom beteiligen. Nach einem Urteil des Bundesverfassungsgerichtes von 1994 („AWACS I“) bedarf jeder Einsatz der Bundeswehr außerhalb des NATO-Gebietes der Zustimmung des Bundestages. Innerhalb der Koalition aus SPD und Bündnis 90/Die Grünen kündigten einige Abgeordnete an, ihre Zustimmung zu verweigern. Obwohl durch die Unterstützung von CDU/CSU und FDP eine breite parlamentarische Mehrheit des Bundestages für den Einsatz der Bundeswehr sicher gewesen wäre, entschied sich Bundeskanzler Schröder, am 16. November 2001 die Vertrauensfrage mit der Abstimmung über die deutsche Beteiligung am Krieg in Afghanistan zu verbinden (sogenannter verbundener Vertrauensantrag). In seiner Erklärung machte er deutlich, dass zwar einerseits eine breite parlamentarische Mehrheit wichtig sei und auch international wahrgenommen werde, er es jedoch als unerlässlich ansehe, dass er sich in einer so essenziellen politischen Entscheidung auf eine Mehrheit der ihn tragenden Koalition stützen müsse.
CDU/CSU und FDP lehnten es ab, dem Bundeskanzler das Vertrauen auszusprechen, und votierten daher gegen den verbundenen Antrag. Die Abgeordneten von SPD und Grünen stimmten mehrheitlich für den Antrag. Acht Grüne, die ursprünglich gegen den Einsatz der Bundeswehr stimmen wollten, teilten ihre Stimmen in vier Ja- und vier Nein-Stimmen auf. Damit wollten sie die Ambivalenz ihrer Stimmabgabe ausdrücken: Einerseits unterstützten sie die Gesamtpolitik der Koalition, andererseits waren sie gegen den Bundeswehreinsatz. Außerdem wäre wegen der Abwesenheit einiger CDU/CSU-Abgeordneter eine einfache Mehrheit für den Sachantrag ohnehin gesichert gewesen: Die acht Abgeordneten hätten bei gemeinsamer Ablehnung zwar die Bundesregierung gestürzt, den von ihnen abgelehnten Einsatz der Bundeswehr aber nicht verhindert. Aufgrund dieser Aufteilung erhielt der Antrag des Bundeskanzlers insgesamt 336 bei 334 benötigten Stimmen und 326 Gegenstimmen. Dem Bundeskanzler war damit knapp das Vertrauen ausgesprochen worden. Es entwickelte sich bei den Grünen eine heftige Diskussion innerhalb der Partei, die jedoch relativ schnell verebbte.
Im Vorfeld dieser Vertrauensfrage beschäftigte sich der Wissenschaftliche Dienst des Bundestages mit dem Problem der gespaltenen Mehrheit: Während zur positiven Beantwortung der Vertrauensfrage eine absolute Mehrheit der Mitglieder des Bundestages vonnöten sei, genüge zur Annahme einer Sachentscheidung bereits die einfache Mehrheit. Es hätte also dazu kommen können, dass dem Bundeskanzler zwar das Vertrauen verweigert, gleichzeitig aber eine Sachentscheidung in seinem Sinne getroffen würde. Bundestagspräsident Thierse hat sich offenbar in Übereinstimmung mit dem wissenschaftlichen Dienst des Deutschen Bundestages zugunsten dieser unterschiedlichen Zählung der Mehrheit entschieden.

##### 2005: Gerhard Schröder
Nachdem am 22. Mai 2005 bei der Landtagswahl in Nordrhein-Westfalen 2005 die zu diesem Zeitpunkt letzte amtierende rot-grüne Koalition auf Landesebene abgewählt worden war, kündigte Bundeskanzler Gerhard Schröder noch am Wahlabend an, Neuwahlen anzustreben. Um die vorzeitige Auflösung des Bundestages und im Herbst 2005 eine vorgezogene Bundestagswahl zu erreichen, wählte Schröder wie zuvor Helmut Kohl 1982 den Weg über die Vertrauensfrage. Am 27. Juni 2005 übermittelte der Bundeskanzler dem Bundestag seinen Antrag, ihm das Vertrauen auszusprechen.
Der Deutsche Bundestag befasste sich am 1. Juli 2005 in seiner 185. Sitzung als Tagesordnungspunkt 21 mit dem Antrag des Bundeskanzlers. In der Debatte begründete der Kanzler seinen Antrag mit mangelnder Handlungsfähigkeit seiner Regierung und dem SPD-internen Konflikt rund um die Reformagenda 2010. Er könne sich einer „stabilen Mehrheit des Bundestages“ nicht mehr sicher sein. Zur Frage der Verfassungsmäßigkeit seines Antrages bezog sich der Bundeskanzler in der Debatte auf die Vertrauensfrage, die Helmut Kohl im Jahre 1982 gestellt hatte. In der anschließenden namentlichen Abstimmung wurde dem Bundeskanzler das Vertrauen nicht ausgesprochen. Von den 595 Abgeordneten, die eine gültige Stimme abgegeben hatten, stimmten 151 mit „Ja“, 296 mit „Nein“, 148 enthielten sich. Damit hatte der Antrag des Bundeskanzlers die erforderliche Mehrheit von mindestens 301 Ja-Stimmen nicht erreicht.
Der Bundeskanzler schlug daraufhin am 13. Juli 2005 dem Bundespräsidenten die Auflösung des Bundestages gemäß Art. 68 GG vor. Hierzu übersandte er dem Bundespräsidenten ein Dossier, das seinen Vertrauensverlust im Bundestag beweisen sollte. Darin begründete Schröder, warum der 15. Bundestag seines Erachtens frühzeitig vom Bundespräsidenten aufgelöst werden sollte.
Bundespräsident Horst Köhler löste am 21. Juli 2005 den 15. Deutschen Bundestag auf und ordnete Neuwahlen für den 18. September 2005 an. Seine Ermessensentscheidung begründete er damit, dass Deutschland angesichts der großen Herausforderungen, vor denen das Land stehe, Neuwahlen brauche. Er könne nicht erkennen, dass eine andere Einschätzung der Lage der des Bundeskanzlers eindeutig vorzuziehen sei. Der Bundeskanzler habe ihm dargelegt, dass er sich nicht mehr auf die stetige Unterstützung des Bundestages für seine Reformpolitik verlassen könne. Der Bundespräsident werde, anders als von Karl Carstens 1983 in vergleichbarer Situation angedroht, nicht zurücktreten, falls das Bundesverfassungsgericht seine Auflösungsentscheidung für verfassungswidrig erklären sollte.
Gegen die Auflösungsanordnung leiteten die Abgeordneten Jelena Hoffmann (SPD) und Werner Schulz (Bündnis 90/Die Grünen) am 1. August 2005 ein Organstreitverfahren vor dem Bundesverfassungsgericht gegen den Bundespräsidenten ein. Die Antragsteller hielten die von Bundeskanzler Schröder gestellte Vertrauensfrage für „unecht“, so dass die Voraussetzungen zur Auflösung des Bundestages ihrer Ansicht nach nicht gegeben seien. Sie befürchteten den Wandel zu einer Kanzlerdemokratie. Am 25. August 2005 verkündete das Bundesverfassungsgericht seine am 22. August 2005 mit 7 zu 1 Stimmen gefallene Entscheidung, dass die Auflösung des Bundestages mit dem Grundgesetz vereinbar sei. Die Anträge einiger Kleinparteien, die insbesondere die Zulassungsvoraussetzungen reduzieren wollten, waren bereits am 8. August 2005 zurückgewiesen worden. Das Bundesverfassungsgericht äußerte sich hier jedoch nicht inhaltlich, sondern wies die auf eine Änderung der Zulassungsmodalitäten gerichteten Anträge wegen fehlender Antragsberechtigung bzw. wegen Verfristung ab.

##### 2024: Olaf Scholz

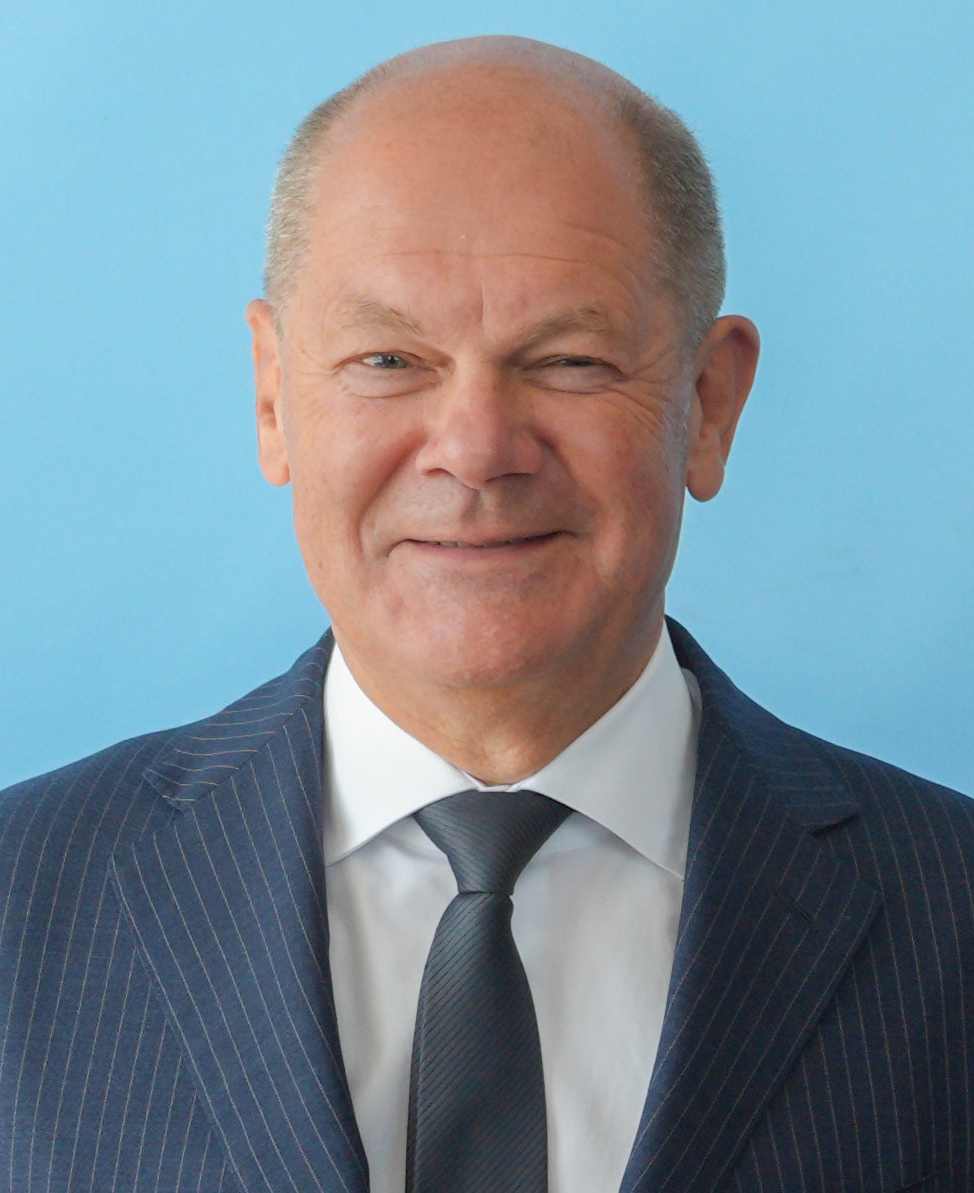
Olaf Scholz,
9. Bundeskanzler (2021–2025)

Bundeskanzler Olaf Scholz (SPD) plante nach der Entlassung von Bundesfinanzminister Christian Lindner (FDP) aus dem Kabinett Scholz und dem Ausscheiden der FDP aus der SPD-Grüne-FDP-Koalition (Bruch der Ampelkoalition) sowie dem Rücktritt zweier weiterer FDP-Bundesminister am 6. November 2024 die Vertrauensfrage am 15. Januar 2025 zu stellen, damit nach einem voraussichtlich negativen Ausgang der Abstimmung bis Ende März 2025 Neuwahlen stattfinden können. Bis zu den Neuwahlen überbrückt Scholz’ Kabinett die Zeit als Minderheitsregierung ohne parlamentarische Mehrheit und die Ernennung von zwei sogenannten „Doppelministern“ Volker Wissing und Cem Özdemir.
Am 11. Dezember stellte der Bundeskanzler den Antrag nach Art. 68 GG; die Abstimmung fand am 16. Dezember 2024 statt. Der Bundestag entzog Scholz in einer namentlichen Abstimmung das Vertrauen, woraufhin der Weg für die am 23. Februar 2025 stattfindenden Neuwahlen frei gemacht wurde. 207 Abgeordnete (201 SPD, 3 AfD, 3 fraktionslos) sprachen Bundeskanzler Scholz das Vertrauen aus, 116 Abgeordnete (115 Grüne, 1 AfD) enthielten sich, 394 Abgeordnete von CDU/CSU, FDP, AfD, Die Linke, BSW und Fraktionslosen stimmten mit „Nein“, 16 Abgeordnete aus allen Lagern mit Ausnahme von CDU/CSU und BSW gaben keine Stimme ab.
Am 27. Dezember löste Bundespräsident Steinmeier den 20. Deutschen Bundestag auf und setzte die Wahl zum 21. Deutschen Bundestag für den 23. Februar 2025 an.

### Landesebene
Das Misstrauensvotum ist in nahezu allen Landesverfassungen verankert, nur Bayern kennt es nicht. 
Demgegenüber ist die Vertrauensfrage als formales Instrument nicht so weit verbreitet: Brandenburg, Hamburg, Hessen, Mecklenburg-Vorpommern, das Saarland, Sachsen-Anhalt, Schleswig-Holstein und Thüringen haben sie im Verfassungstext erwähnt. Allen gemeinsam ist, dass die verfassungsrechtlichen Konsequenzen seitens des Ministerpräsidenten oder der Landesregierung enden, sobald der Landtag eine neue Regierung gewählt hat.
Brandenburg kennt ein ähnliches Verfahren wie das Grundgesetz: Binnen 20 Tagen nach der negativen Beantwortung kann sich der Landtag selbst auflösen, danach hat der Ministerpräsident weitere 20 Tage zur Auflösung.
Für Hamburg gilt, dass die Bürgerschaft sich binnen drei Monaten selbst auflösen kann oder nachträglich das Vertrauen aussprechen kann. Gibt es auch keine Neuwahl eines Senates, so kann der Senat innerhalb von zwei Wochen seinerseits die Bürgerschaft auflösen.
In Hessen endet die Regierung mit der negativen Beantwortung der Vertrauensfrage. Der Landtag wird nach 12 Tagen aufgelöst, wenn keine Neuwahl stattfindet. Der hessische Ministerpräsident Roland Koch stellte am 12. September 2000 im Zusammenhang mit der CDU-Spendenaffäre die Vertrauensfrage. In namentlicher, also nichtgeheimer Abstimmung erhielt er alle 56 Stimmen seiner Koalition aus CDU und FDP. Ein ähnliches Verfahren wie in Hessen gilt auch im Saarland; hier beträgt die Frist drei Monate.
In Mecklenburg-Vorpommern und Sachsen-Anhalt kann das Parlament binnen zwei Wochen nach der negativen Beantwortung der Vertrauensfrage auf Antrag des Ministerpräsidenten vom Landtagspräsidenten aufgelöst werden, während in Schleswig-Holstein der Ministerpräsident dies selbst binnen zehn Tagen tun kann.
In Thüringen gilt der Landtag drei Wochen nach der negativen Beantwortung automatisch als aufgelöst, wenn bis dahin keine Neuwahl stattgefunden hat.

#### 2009 in Schleswig-Holstein: Peter Harry Carstensen
Im Juli 2009 stellte der schleswig-holsteinische Ministerpräsident Peter Harry Carstensen die Vertrauensfrage, über die am 23. Juli im Landtag abgestimmt wurde. Sein Ziel war es, durch ein absichtliches Verlieren der Vertrauensfrage eine Neuwahl zeitgleich zur Bundestagswahl herbeizuführen. Der Ministerpräsident führte als Grund das verlorengegangene Vertrauen in den Koalitionspartner an.
Die Vertrauensfrage wurde mit 37 der 69 Stimmen der Abgeordneten erwartungsgemäß negativ beantwortet, sodass die Neuwahl zum schleswig-holsteinischen Landtag parallel zur Bundestagswahl am 27. September 2009 stattfinden konnte.

## Europäische Staaten
Ein Misstrauensvotum zur Ablösung der Regierung ist in nahezu allen parlamentarischen Systemen üblich; Zypern als Präsidialsystem kennt es jedoch nicht.
Eine Vertrauensfrage ist nicht ganz so häufig; oft sind die Auswirkungen einer negativ beantworteten Vertrauensfrage identisch oder ähnlich mit den Auswirkungen eines erfolgreichen Misstrauensvotums, so zum Beispiel in Dänemark, Lettland, Polen, Portugal, der Slowakei, Spanien und Tschechien, wo in beiden Fällen der Rücktritt der Regierung zu erfolgen hat. Oft wird nicht genau unterschieden zwischen einer Vertrauensfrage und einem Misstrauensvotum: Es gibt nur eine gemeinsame Regelung, so in Österreich, wo die Versagung des Vertrauens ebenfalls den Rücktritt des betreffenden Bundesministers oder der gesamten Bundesregierung zur Folge hat (Art. 74 Bundes-Verfassungsgesetz), oder in Schweden, wo es nur ein entsprechendes Misstrauensvotum gibt.
Initiale Vertrauensfrage: Ebenfalls üblich ist, dass eine neu gebildete Regierung in den Ländern, in denen sie vom Staatsoberhaupt ernannt und nicht vom Parlament gewählt wird, nach ihrer Ernennung die Vertrauensfrage stellt, so in Griechenland, in Italien oder in Polen. In Bulgarien gilt dies sogar in doppelter Hinsicht: Die Verfassung erfordert, dass zunächst der Premierminister sich einer Vertrauensabstimmung in der Nationalversammlung stellt, nach seiner Vereidigung stellt er sein Kabinett vor und die Minister müssen sich ebenfalls einer Vertrauensabstimmung unterziehen. Fallen sie durch – wie etwa 2005 geschehen –, ist die gesamte Regierung suspendiert und der Präsident der Republik muss einer anderen Partei den Regierungsbildungsauftrag erteilen.
In Finnland und Irland erfolgt das Amtsende der Regierung bei fehlendem Vertrauen des Parlaments; dieses muss dem Verfassungstext zufolge nicht unbedingt formal ausgedrückt worden sein. Insofern erscheint diese Regelung derjenigen der Verfassung des Freistaates Bayern ähnlich.
In Belgien gibt es eine Vertrauensfrage. Wird sie negativ beantwortet, so muss das Parlament binnen drei Tagen einen neuen Regierungschef wählen. Anderenfalls kann der König das Parlament auflösen. Das Misstrauensvotum muss entweder konstruktiv sein oder der König kann das Parlament auflösen.
In Frankreich gilt jede Regierungserklärung faktisch als Vertrauensfrage. Der Regierungschef kann hier die Vertrauensfrage mit einem Gesetzentwurf verbinden. Die Vertrauensfrage und auch der Gesetzentwurf gelten dann als angenommen, wenn nicht innerhalb der folgenden 24 Stunden ein Misstrauensantrag erfolgt.
In Slowenien folgt auf die negative Beantwortung der Vertrauensfrage entweder eine Neuwahl der Regierung oder die Auflösung des Parlamentes. Das Misstrauensvotum ist konstruktiv.